# Mohamed Ahmed Bashir
Mohamed Ahmed Bashir (àrab: محمد أحمد بشير)  (Khartum Nord, 23 de maig de 1987), conegut com a Bisha, és un exfutbolista sudanès de la dècada de 2010.
Fou internacional amb la selecció de futbol del Sudan.
Pel que fa a clubs, destacà a Al-Hilal Club.